# Delta Muscae
Delta Muscae (δ Mus, δ Muscae), è la terza stella più luminosa della costellazione della Mosca. La sua magnitudine apparente è 3,62 e dista 91 anni luce dal sistema solare.

## Osservazione
Si tratta di una stella situata nell'emisfero celeste australe. La sua posizione è fortemente australe e ciò comporta che la stella sia osservabile prevalentemente dall'emisfero sud, dove si presenta circumpolare anche dalle regioni temperate; dall'emisfero nord la sua visibilità è invece limitata alle regioni tropicali, comunque non più a nord della latitudine 19° N. La sua magnitudine pari a 3,62 le consente di essere scorta anche dai piccoli centri urbani, sebbene un cielo non eccessivamente inquinato sia maggiormente indicato per la sua individuazione.

## Caratteristiche fisiche
La stella principale è una stella di classe spettrale K2III, classificata quindi come gigante arancione. Essa è 42 volte più luminosa del Sole ed ha una massa del 45% superiore. Il periodo orbitale del sistema è di 847 giorni, mentre le caratteristiche della stella secondaria non sono completamente note.